# Pojuca
Pojuca es un municipio brasileño del estado de Bahía, localizada en la Región Metropolitana de Salvador. 

## Historia
La primera población surgida en el territorio del actual municipio data de 1684, cuando se establecieron en los márgenes del río Pojuca, donde está situada la ciudad. El Distrito creado por la Ley Municipal del 5 de septiembre de 1892, figura en la división administrativa del Brasil, relativa a 1011 con el componente del municipio Sant'Ana del Catu.
En virtud de la Ley Estatal N° 979 del 29 de julio de 1913, se creó el municipio de Pojuca, con el territorio separado de Sant´Ana del Catu (actual Catu), llamándose así a partir del 26 de octubre de 1913.

## Geografía
Está situada a 67 km de la capital baiana, en la Región Metropolitana de Salvador. Sus principales carreteras de acceso son: BA-093, BA-504 y BA-507.
Su temperatura media es de 24.7 °C.
Las actividades económicas del municipio son bastante diversificadas: Agricultura, ganadería, extracción de petróleo y gas natural, industrias, comércios y servicios.
- Población: de 32.773 habitantes(IBGE).
- Superficie: El área del municipio es de 318 km²
- Localización: Está localizada en la Región Metropolitana de Salvador, a 67km de la capital unida por carreteras asfaltadas.
- Accidente geográficos: El municipio es poco accidentado, mostrado pequeñas elevaciones al oeste. Los principales accidente geográficos son los ríos Pojuca, Catu y Quiricó.
- Clima: Es templado con variaciones bruscas. No hay puesto meteorológico en el municipio. La temperatura media es de 24.7 °C.